# Dušmanići
Dušmanići (Servisch cyrillisch Душманићи) is een plaats in de Servische gemeente Prijepolje. De plaats telt 245 inwoners (2002).